# Peter Gatter

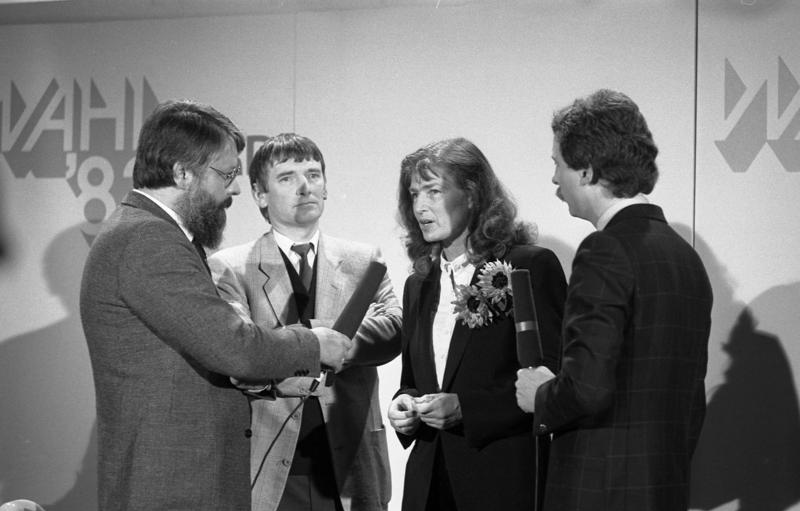
Peter Gatter (links), Otto Schily und Manon Andreas-Grisebach (1983)

Peter  Michael Gatter (* 14. Oktober 1943 in Breslau; † 28. August 1997 in Stöckte) war ein deutscher Journalist, Hörfunk- und Fernsehmoderator. Er ist der Urenkel des schlesischen Dichters Paul Barsch.

## Jugend
Peter Gatter kam 1943 als Sohn von Ludwig Gatter (1919–1957) und Ursula Gatter geb. Aulich in Breslau zur Welt. Er wuchs in Aachen und Köln auf, wo sein Vater, in zweiter Ehe verheiratet mit der WDR-Rundfunkjournalistin Magda Gatter geb. Weber (1915–2007), als Feuilletonredakteur der Kölnischen Rundschau lebte. Nachdem Peter Gatter 1964 das Abitur bestanden hatte, studierte er Volkswirtschaft, Soziologie und Politikwissenschaft u. a. bei Professor Emil Dovifat. Während des Studiums lieferte er Beiträge für verschiedene Hörfunksender.

## Tätigkeit als Fernsehjournalist
Nach Abschluss des Studiums arbeitete er zunächst als Reporter des Frühmagazins des WDR. Seit 1975 war er auch als Moderator tätig. 1976 ging er im Auftrag der Friedrich-Ebert-Stiftung nach Nairobi, um eine Fernsehschule aufzubauen. Ab 1977 war Gatter für vier Jahre als ARD-Fernsehkorrespondent in Polen. Dort nahm er an der Besetzung der Danziger Lenin-Werft durch die Gewerkschaft Solidarność teil und konnte die ersten Fernsehbilder (Kameramann war Hans-Jürgen Gersonde) dieses Ereignisses in den Westen schmuggeln. Auf Druck des Regimes endete Peter Gatters Akkreditierung nach dem Ende des ersten Solidarność-Kongresses, und die ARD musste ihn zurückziehen. Im November 1981, kurz vor Verkündung des Kriegsrechts in Polen, übergab er das durch die Maßnahmen in seiner Arbeit stark behinderte ARD-Studio in der Warschauer Ulica Alzacka 7 seinem Nachfolger Claus Richter.
1981 wurde Peter Gatter vom NDR als Chef der „Panorama“-Abteilung berufen und übersiedelte nach Ahrensburg. Zugleich wurde er stellvertretender Chefredakteur des NDR-Fernsehens. Zur Verleihung des Friedensnobelpreises an Lech Wałęsa im Jahr 1983 begleitete er Ehefrau und Sohn des Preisträgers, der unter politischem Druck auf die Ausreise und die persönliche Entgegennahme der Ehrung verzichtete, nach Oslo. Zum 1. August 1987 wurde Gatter Korrespondent der ARD in Singapur, ab dem 1. August 1992 war er Fernsehchef und stellvertretender Direktor des NDR-Landesfunkhauses Mecklenburg-Vorpommern in Rostock. 
Am 28. August 1997 erlag Gatter im Alter von 53 Jahren einem Krebsleiden. Bei der Trauerfeier anlässlich seiner Beisetzung sprachen der damalige NDR-Intendant Jobst Plog und der Schauspieler Ulrich von Dobschütz. Seine Grabstätte befindet sich auf dem Heide-Friedhof in Heiligenthal bei Lüneburg.

## Auszeichnungen
1980 erhielt Peter Gatter die Goldene Kamera.

## Werke
- Der Danziger Herbst. In: Frank Grube / Gerhard Richter (Hrsg.): Der Freiheitskampf der Polen. Geschichte, Dokumentation, Analyse. Hamburg: Hoffmann und Campe 1981, S. 221–238, ISBN 3-455-08787-6
- Der weiß-rote Traum. Polens Weg zwischen Freiheit und Fremdherrschaft. Düsseldorf: Econ-Verlag 1983 ISBN 3-430-13086-7
- Der Herausforderer. Gerhard Schröder im Gespräch mit Peter Gatter. München: Kindler 1986. ISBN 3-463-40036-7
- Die Aufsteiger. Ein politisches Porträt der Grünen. Hamburg: Hoffmann und Campe 1987. ISBN 3-455-08657-8